# Myomyscus brockmani
Myomyscus brockmani é uma espécie de roedor da família Muridae.
Pode ser encontrada nos seguintes países: República Centro-Africana, possivelmente República do Congo, Etiópia, Quénia, Somália, Sudão, Tanzânia e Uganda.
Os seus habitats naturais são: savanas áridas e áreas rochosas.